# Hiroe Suzuki
Hiroe Minagawa Suzuki (鈴木博恵?, Suzuki Hiroe; Kyoto, 19 agosto 1987) è una lottatrice giapponese, specializzata nella lotta libera.

## Palmarès
- Mondiali

Parigi 2017: bronzo nei 75 kg.
Budapest 2018: bronzo nei 76 kg.
Nur-Sultan 2019: argento nei 76 kg.
- Giochi asiatici

Giacarta 2018: argento nei 76 kg.
- Campionati asiatici

Nuova Delhi 2013: oro nei 72 kg.
Astana 2014: bronzo nei 75 kg.
Doha 2015: oro nei 75 kg.
Bişkek 2018: argento nei 76 kg.
Xi'an 2019: argento nei 76 kg.
Nuova Delhi 2020: oro nei 76 kg.